# Kąty (powiat jarociński)
Kąty – wieś w Polsce położona w województwie wielkopolskim, w powiecie jarocińskim, w gminie Jarocin.
W latach 1975–1998 miejscowość należała administracyjnie do województwa kaliskiego.
Przez miejscowość przepływa Lubieszka, niewielka rzeka dorzecza Warty, lewy dopływ Lutyni.